# Минино (Ржевский район)
Минино — деревня в Ржевском районе Тверской области, входит в состав сельского поселения «Итомля».

## География
Деревня находится на правом берегу Волги в 31 км на запад от центра сельского поселения деревни Итомля и в 64 км на северо-запад от города Ржева. 

## История
В XIX веке на месте деревни существовало сельцо Владимирское Минино и Георгиевский (Шуйщино) погост. В 1855 году на Георгиевском погосте была построена каменная Георгиевская церковь, метрические книги с 1780 года.
В конце XIX — начале XX века Владимирское Минино и  Георгиевский погост входили в состав Гриминской волости Ржевского уезда Тверской губернии.
С 1929 года деревня Минино входила в состав Мигуновского сельсовета Молодотудского района Ржевского округа Московской области, с 1935 года — в составе Калининской области, с 1958 года — в составе Ржевского района, с 1994 года деревня в составе Сытьковского сельского округа, с 2005 года — в составе сельского поселения «Итомля».

## Население
| 1859 | 2002 | 2008 | 2010 |
| ---- | ---- | ---- | ---- |
| 63   | ↘7   | ↗10  | ↗13  |